# Omar Larrosa
Omar Rubén Larrosa (Lanús, Buenos Aires, 18 de noviembre de 1947) es un exfutbolista argentino y ayudante de campo. 
Surgido de las divisiones inferiores de Boca Juniors, se caracterizó por su habilidad y desequilibrio. Fue campeón con el club «xeneize» en el año 1970. También se consagró campeón con Huracán en 1973 y con Independiente por duplicado en los años 1977 y 1978.
El logro más destacado de su carrera se produjo al consagrarse campeón del Mundial Argentina 1978 con la Selección Argentina.

## En clubes

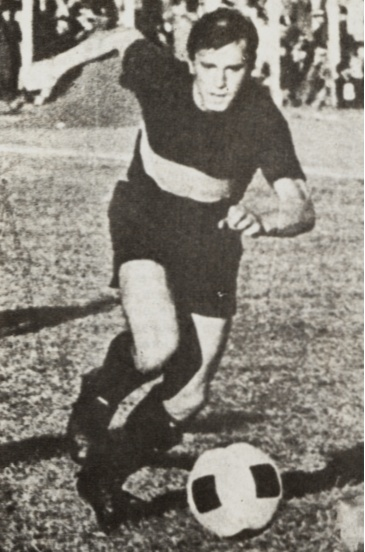
Esta es una fotografía de Omar Larrosa durante su etapa en Boca Juniors de Argentina. Jugó para el club entre 1967 y 1970.

Larrosa empezó su carrera en Boca Juniors en 1967, pero fue tentado rápidamente a dejar ese club. Jugó para Argentinos Juniors en la temporada de 1969. Larrosa jugó bien en ese torneo y fue invitado a volver a Boca. En el torneo de 1970 Larrosa ganó su primer campeonato en la Nacional si bien no participó en el partido final ante Rosario Central.
En la temporada 70 - 71 jugó en Norteamérica para la primera división de México con los Tuzos del Pachuca, al lado de los también argentinos Jorge Ginarte y Juan Vicente Miccio así como del brasileño Francisco Moacyr do Santos. Visoreado en Argentina por el mexicano Héctor Zárate Durón. 
En 1971 viajó a América Central para unirse al equipo campeón de Guatemala, el CSD Comunicaciones, trasformándose en un símbolo de la institución, una de las más importantes del país.
Jugó después en Huracán entre 1972 y 1976, en la que fue una era de oro para el club de Parque Patricios. Tuvo una gran actuación, ganando el torneo de la Metropolitano en 1973, y sendos subcampeonatos en 1975 y 1976 y las semifinales del torneo Nacional en 1976, así como las semifinales de la Copa Libertadores de 1974, perdiendo ante Independiente, equipo que resultaría campeón ese año.
En 1977 Larrosa fue transferido a Independiente para el que jugó entre 1977 y 1980. Estos fueron sus años de oro como jugador, ayudando a este equipo a salir campeón nuevamente.
Al dejar Independiente en 1980 tuvo un corto paso por Vélez Sársfield antes de unirse a San Lorenzo. En la temporada de 1981 resultó desastrosa para San Lorenzo, que terminó descendiendo de Primera División por primera vez en su historia, lo que determinó su retiro del fútbol a los 34 años de edad.

## Selección Argentina
Con la selección de Argentina ganó la Copa del Mundo Argentina 1978.
En la final de este torneo, ingresó a los 65 minutos, cuando la Argentina vencía 1-0 a Holanda, pero su equipo no pudo mantener ese resultado y, a los 82 minutos, los holandeses lograron el empate. El partido llegó a tiempo extra, donde, finalmente, la Argentina venció por 3-1, consagrándose campeona del mundo por primera vez en su historia.
Jugó en total 11 partidos por la albiceleste.

### Participaciones en Copas del Mundo
| Mundial              | Sede      | Resultado |
| -------------------- | --------- | --------- |
| Copa Mundial de 1978 | Argentina | Campeón   |

## Clubes
| Club               | País      | Año       |
| ------------------ | --------- | --------- |
| Boca Juniors       | Argentina | 1967-1968 |
| Argentinos Juniors | Argentina | 1969      |
| Pachuca            | México    | 1970-1971 |
| Comunicaciones     | Guatemala | 1971-1972 |
| Huracán            | Argentina | 1972-1976 |
| Independiente      | Argentina | 1977-1980 |
| Vélez Sarsfield    | Argentina | 1980      |
| San Lorenzo        | Argentina | 1981      |

## Palmarés

### Campeonatos nacionales
| Título                     | Club           | Sede         | Año    |
| -------------------------- | -------------- | ------------ | ------ |
| Primera División           | Boca Juniors   | Buenos Aires | N-1970 |
| Liga Nacional de Guatemala | Comunicaciones | Guatemala    | 1971   |
| Primera División           | Huracán        | Buenos Aires | M-1973 |
| Primera División           | Independiente  | Córdoba      | N-1977 |
| Primera División           | Independiente  | Avellaneda   | N-1978 |

### Campeonatos internacionales
| Título                  | Selección | Sede         | Año  |
| ----------------------- | --------- | ------------ | ---- |
| Copa Mundial de la FIFA | Argentina | Buenos Aires | 1978 |